# Gustav Kral
Gustav Kral (Viena, 4 de junho de 1983 – Lichtenwörth, 11 de outubro de 2009) foi um futebolista austríaco.